# هاكو إيتشو

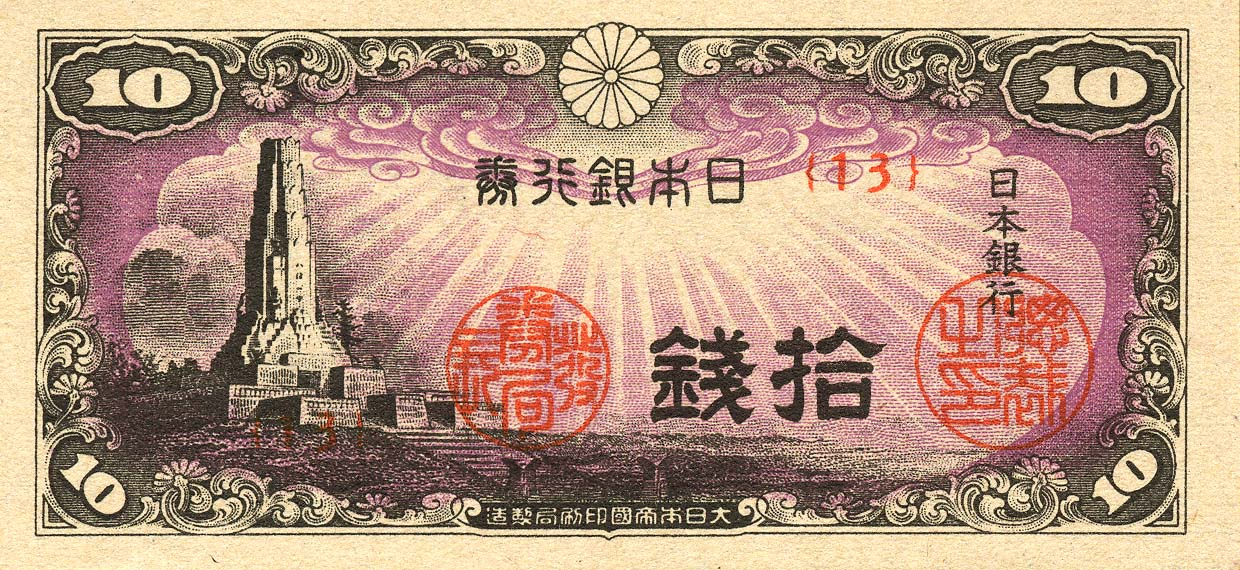
ورقة نقدية يابانية من فئة 10 صن عليها نصب «هاكو إيتشو» في ميازاكي صدرت لأول مرة عام 1944

هاكو إيتشو (باليابانية: 八紘一宇، وتعني حرفيًا: أوتار العرش الثمانية، بسقف واحد، أي «العالم بأسره تحت سقف واحد»)، ويعتبر هاكو إيتشو شعارًا سياسيًا يابانيًا شائعًا منذ لحرب اليابانية الصينية الثانية حتى الحرب العالمية الثانية، وقد اكتسب شعبيته في خطاب ألقاه رئيس وزراء اليابان فوميمارو كونويه في الثامن من يناير عام 1940

## المفهوم

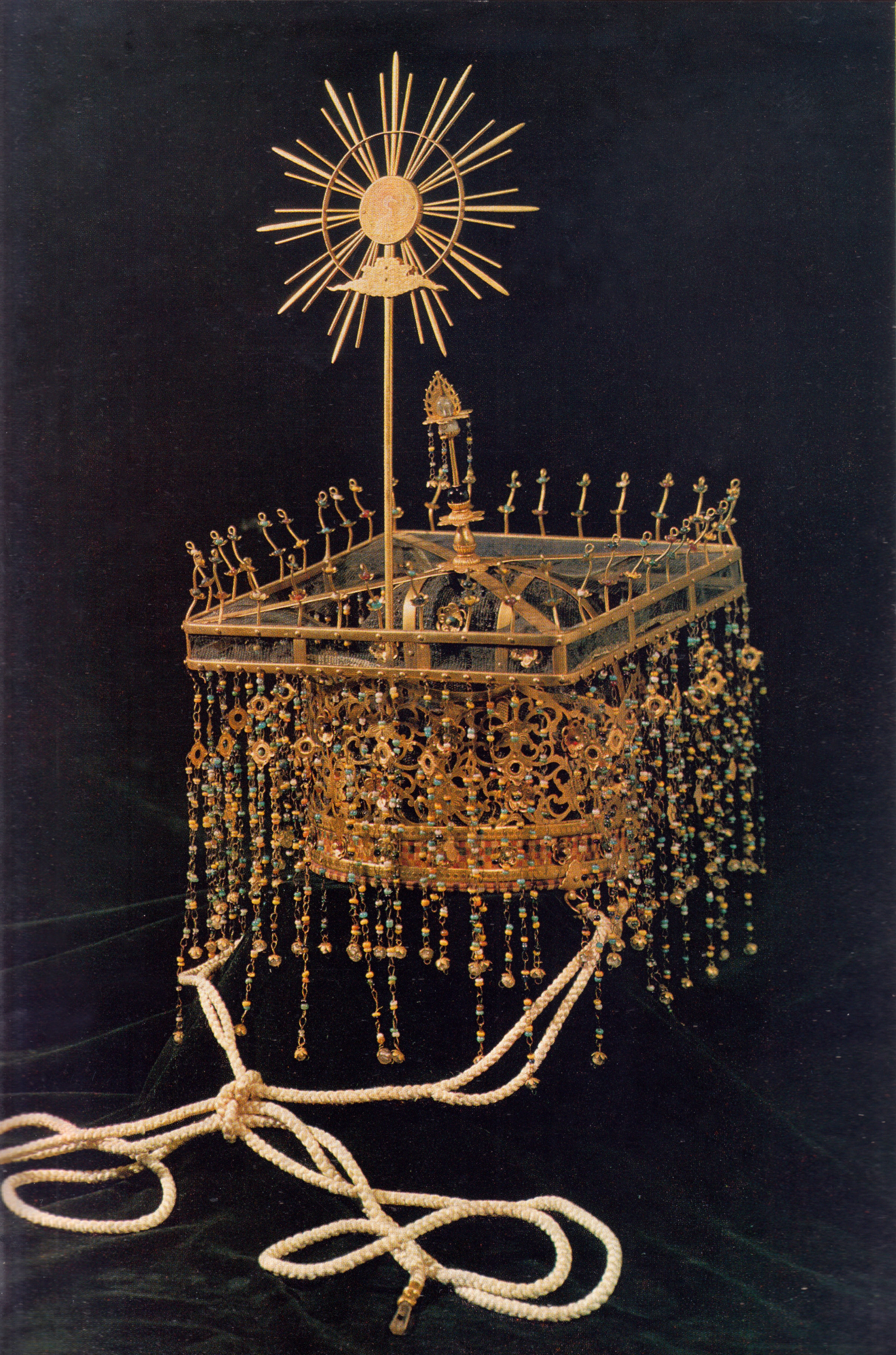
"بنكان " الإمبراطور كوميه

صاغ ناشط بوذي نيشريني قومي اسمه تاناكا تشيغاكو المصطلحَ في أوائل القرن العشرين، وقد استمده من أجزاء بيان نُسب في السجل التاريخي -نيهون شوكي- إلى الإمبراطور الأسطوري الأول جينمو أثناء معراجه إلى السماء. يقول البيان الكامل للإمبراطور: «八紘を掩うて宇と為さん»؛ وهو ما يعني: «ينبغي عليّ تغطية الاتجاهات الثمانية، واتخاذها مسكنًا لي». يُقصد بالمصطلح 八紘 hakkō «أوتار العرش الثمانية»؛ وهو استعارة مجازية للمصطلح happō الذي يعني «الاتجاهات الثمانية».
بسبب غموض المصطلح في سياقه الأصلي، فسر تاناكا البيان المنسوب إلى جينمو، بأنه يعني بأن الحكم الإمبراطوري هو أمر إلهي بالتوسع حتى يتسنى توحيد العالم بأسره. في حين رأى تاناكا أن هذه النتيجة نابعة من الريادة الأخلاقية والروحية للإمبراطور، كان العديد من أتباعه أقل ميلًا إلى السلام في نظرتهم، وذلك على الرغم من إدراك بعض المثقفين للآثار القومية الكامنة في هذا المصطلح ولردود الفعل المترتبة عليه. اقترح كوياما إواو (1905-1993) -تلميذ نيشيدا ومسترد الأفاتامساكا سوترا أو سوترة إكليل الورد (أحد الكتب المقدسة البودية)- أن يكون تفسير العبارة هو «إما أن يدرج وإما أن يجد مكانًا». ولكن رفضت الدوائر العسكرية لليمين القومي هذا الفهم.

## المساواة العرقية والتوسع المتزايد

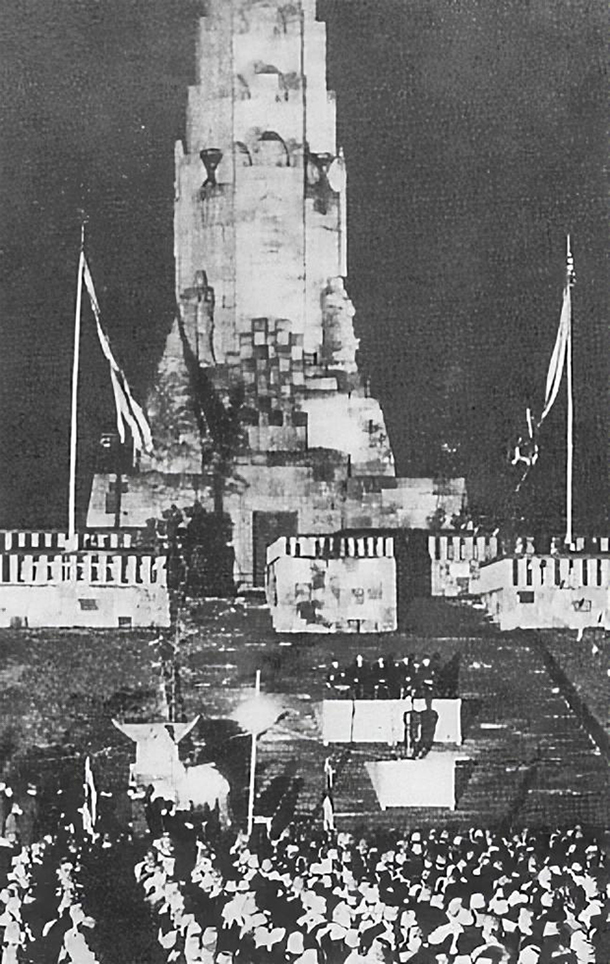
حفل افتتاح نصب «هاكو إيتشو» بتاريخ 3 أبريل عام 1940.

كان هناك ما يكفي من اليابانيين الذين يعانون من قضايا التمييز العنصري في الدول الغربية؛  ما دفع اليابان إلى اقتراح بند المساواة العرقية في مؤتمر باريس للسلام عام 1919. حظي اقتراحهم بتأييد الأغلبية ولكن الرئيس الأمريكي وودرو ويلسون نقضه باستخدام حق الفيتو، وذلك في انتهاك لقواعد المؤتمر المتعلقة بالتصويت عن طريق الأغلبية. في سنة 1924، سنّ الكونغرس الأمريكي قانون الإقصاء الآسيوي الذي يحظر استقبال المهاجرين من قارة آسيا. وفي 6 ديسمبر 1938، اتخذ مجلس الوزراء الخمسة -المكوّن من (رئيس الوزراء فوميمارو كونويه ووزير الجيش سيشيرو إيتاجاكي ووزير البحرية ميتسوماسا يوناي ووزير الخارجية حاشيرو أريتا ووزير المالية شيغيكي إيكيدا) والذي كان أعلى مجلس لاتخاذ القرارات في ذلك الوقت- قرارًا بحظر طرد اليهود من اليابان ومنشوريا والصين وفقًا لروح المساواة العرقية. بعد ذلك، استقبل اليابانيون اللاجئين اليهود على الرغم من معارضة حليفهم ألمانيا النازية.
أدت التأثيرات الاقتصادية لأزمة شوا المالية وأزمة الكساد الكبير -في ثلاثينيات القرن العشرين- إلى عودة ظهور كل من الحركات القومية والعسكرية والتوسعية. ارتبط الإمبراطور شووا (المعروف على نحو أكثر شيوعًا بهيروهيتو خارج اليابان) وعهده بإعادة اكتشاف مصططلح هاكو إيتشو باعتباره يمثل أصلًا توسعيًا في المعتقدات القومية اليابانية. اعتُبرت معاهدات الحدود البحرية لعام 1921 -لا سيما معاهدات عام 1930- خطأ؛ بسبب تأثيرها غير المتوقع على النزاعات السياسية الداخلية في اليابان، وقد شكلت تلك المعاهدات حافزًا خارجيًا استفز عناصر رجعية وعسكرية للقيام بأعمال متهورة تغلبت في نهاية المطاف على العناصر المدنية والليبرالية في المجتمع.
اعتبر تطور مصطلح هاكو إيتشو بمثابة اختبار مصداقية حقيقي للعلاقات بين الفصائل خلال العقد القادم.
لم يُعمم استخدام مصطلح هاكو إيتشو إلا في عام 1940، عندما أصدر كونويه في فترة حكمه الثانية ورقة بيضاء بعنوان «السياسة الوطنية الأساسية»، وأعلن فيها رئيس الوزراء كونويه بأن الهدف الأساسي للسياسة الوطنية لليابان هو «إحلال السلام العالمي بما يتفق مع الروح التي تأسست بها دولة اليابان»، وأن الخطوة الأولى هي إعلان «نظام جديد في شرق آسيا»، والذي اتخذ فيما بعد مسمى «منطقة شرقي آسيا الكبرى للرفاهية المتبادلة». وقد استُخدم هذا المصطلح في أسمى صوره للإشارة إلى إنشاء أخوة عالمية ترعاها الفاضلة ياماتو. وبما أن ذلك كان سيضع الناس تحت رحمة أبوة الإمبراطور، فقد بُرِّرت القوة ضد أولئك الذين قاوموا.
احتُفل جزئيًا بهاكو إيتشو في الذكرى الـ 2600 لتأسيس اليابان عام 1940. وفي إطار الاحتفالات، افتتحت الحكومة رسميًا نصب هاكو إيتشو (المعروف الآن ببرج هيواداي) في ما يُعرف الآن بمتنزه ميازاكي للسلام في مدينة ميازاكي.

## الحرب العالمية الثانية
مع استمرار الحرب اليابانية الصينية الثانية دون توقع نهاية مرتقبة، لجأت الحكومة اليابانية -على نحو متزايد- إلى الاستعانة بالتراث الروحي للأمة من أجل الحفاظ على روح القتال.
ازداد وصف القتال بأنه «حرب مقدسة» -وهو وصف مماثل لأساس الصراع في بدايات الأمة المقدسة- في الصحافة اليابانية في ذلك الوقت. وفي عام 1940، تأسست رابطة مساعدة الحكم الإمبراطوري لتقديم الدعم السياسي لحرب اليابان في الصين.
ساعدت تحضيرات الاحتفال بالذكرى السنوية الـ 2600 لمعراج جيمو -الذي هبط في عام 1940 وفقًا للتسلسل الزمني التقليدي- على رواج الانتشار العام لعبارة هاكو إيتشو، التي تجسد بدقة الرؤية التوسعية كما هو منصوص عليها في الأصل الإلهي لليابان. روت القصص بأن جيمو الذي وجد خمسة أعراق في اليابان قد جعلهم جميعًا «إخوة لعائلة واحدة».

### أغراض البروبوغندا
بعد أن أعلنت اليابان الحرب على الحلفاء في ديسمبر 1941، أنتجت حكومات الحلفاء عدة أفلام بروباغندا تشير إلى هاكو إيتشو باعتباره دليلًا على أن اليابانيين يعتزمون غزو العالم بأسره.
كانت الترجمة الرسمية التي قدمها الزعماء المعاصرون لمصطلح هاكو إيتشو هي «الأخوة العالمية»، ولكن كان هناك اعتراف واسع النطاق بأن تلك العبارة تعني أن اليابانيين «يتعاملون بمبدأ المساواة مع القوقازيين، ولكن مع شعوب آسيا فهم يتصرفون على أساس أنهم أسيادهم». ثم إن هاكو إيتشو كانت تعني التناغم والمساواة العرقية. وبالرغم من ذلك، وعلى نحو عام، أدت وحشية اليابانيين وعنصريتهم لاحقًا إلى اعتقاد سكان المناطق المحتلة بأن الإمبرياليين اليابانيين الجدد مساوون للإمبرياليين الغربيين أو (في كثير من الأحيان) أكثر سوءًا منهم. أمرت الحكومة اليابانية بأن تُدار الاقتصاديات المحلية بشكل صارم من أجل إنتاج مواد الحرب الخام لليابانيين.
تضمنت الدعاية اليابانية -في جزء من مجهودها الحربي- عبارات مثل «آسيا للآسيويين!»، وشددت على الحاجة الملموسة لتحرير البلدان الآسيوية من القوى الاستعمارية. أُلقي باللوم على الفشل في الفوز بالحرب في الصين إلى الاستغلال البريطاني والأمريكي لمستعمرات جنوب شرق آسيا، وذلك على الرغم من أن الصينيين قد تلقوا قدرًا كبيرًا من المساعدات من الاتحاد السوفييتي. وفي بعض الحالات، رحب السكان المحليون بالقوات اليابانية عند غزوها، وطردوا القوى البريطانية والفرنسية وغيرها من القوى الاستعمارية.

### حكم الحلفاء
يُقصد بمفهوم هاكو إيتشو الجمعَ بين أركان العالم تحت حاكم واحد، أو جعل العالم كله أسرة واحدة. كان هذا هو المثل الأعلى المزعوم لتأسيس الإمبراطورية، وفي سياقه التقليدي لا يعني أكثر من مبدأ عالمي للإنسانية، وقد كان مقدرًا له في نهاية المطاف أن يسود الكون بأسره. كان تحقيق المراد من هاكو إيتشو يتم من خلال الحكم الحميد للإمبراطور؛ لذا فإن «طريق الإمبراطور» -«الطريق الإمبراطوري» أو «الطريق الملكي»- كان يمثل مفهوم الفضيلة وقاعدة السلوك. كان هاكو إيتشو هو الهدف الأخلاقي، وكان الولاء للإمبراطور هو الطريق الذي قادنا إليه. وعلى مر السنين التي تلت تدابير العدوان العسكري، كان الدفاع ضد العدوان يتم تحت اسم هاكو إيتشو الذي صار في نهاية المطاف رمزًا للهيمنة على العالم من خلال القوة العسكرية.

## التداعيات
منذ نهاية حرب المحيط الهادئ، سلط البعض الضوء على شعار هاكو إيتشو باعتباره جزءًا من سياق التعديل التاريخي. أُعيدت تسمية النصب هاكو إيتشو التذكاري إلى اسم برج السلام في سنة 1958، وما يزال النصب قائمًا حتى اليوم.